# Saint-Étienne-de-Brillouet
Saint-Étienne-de-Brillouet – miejscowość i gmina we Francji, w regionie Kraj Loary, w departamencie Wandea.
Według danych na rok 1990 gminę zamieszkiwało 357 osób, a gęstość zaludnienia wynosiła 19 osób/km² (wśród 1504 gmin Kraju Loary Saint-Étienne-de-Brillouet plasuje się na 943. miejscu pod względem liczby ludności, natomiast pod względem powierzchni na miejscu 602.).